# Линейные корабли типа «Фусо»
«Фусо» — тип линейных кораблей японского императорского флота. Всего построено 2 единицы — «Фусо» (扶桑) и «Ямасиро» (山城).

## История создания
Проект линейного корабля основывался на проекте линейных крейсеров типа «Конго», чертежи которых были получены из Англии. За счет снижения скорости количество 14-дюймовых пушек увеличилось с 8 до 12, а толщину броневого пояса удалось довести до 12 дюймов. Линейные корабли типа «Фусо» это японский вариант улучшенных линкоров типа «Айрон Дюк», они должны были превосходить британцев по вооружению, скорости, дальности плавания, имея аналогичную защиту.

## Конструкция
Линейные корабли типа «Фусо» представляли собой типичный доютландский супердредноут, по схеме защиты близкий к подобным британским линкорам.
Корабли этого типа имели длину 192,024 метров между перпендикулярами, наибольшая длина составляла 205,130 метров. Ширина корабля — 28,7 метров, осадка — 8,7. Водоизмещение 29 326 длинных тонн — при стандартной нагрузке, 30 600 длинных тонн при нормальной и 35 900 длинных тонн — при полной нагрузке. Корабли оснащались одним балансирным рулём. В 1915 году экипаж корабля состоял из 1198 матросов и офицеров, а в 1935 году — 1396 человек. Во время Второй мировой войны экипаж корабля состоял из 1800—1900 человек.

### Энергетическая установка
На линкорах была установлена четырёхвальная паротурбинная установка мощностью 40 000 л. с., состоящая из двух комплектов турбоагрегатов «Brown-Curtis». Проектная скорость составляла 22,5 узла.
Па́ром турбины питали двадцать четыре водотрубных котла со смешанным отоплением с трубками большого диаметра конструкции Миябара.
Запас топлива составлял 5020 т угля и 1025 т нефти, что обеспечивало дальность плавания 8000 миль на 14-узловой скорости.
На испытаниях «Фусо» развил ход 23,3 узла при мощности 47 730 л. с. и водоизмещении 30 577 тонн.

### Вооружение
Главное вооружение линкоров состояло из двенадцати 356-мм орудий Тип 41 с длиной ствола 45 калибров. Они размещались в 6 двухорудийных башнях. Вес орудия с затвором равнялся 86,0 т. Масса снаряда 673,5 кг, начальная скорость 775 м/сек. Крутизна нарезки стволов — постоянная, один оборот на 28 калибров. Углы вертикальной наводки −5 / +25°. Дальность стрельбы при угле возвышения 20° составила 22 500 м, 25 000 при 23°. Живучесть ствола составила около 280 выстрелов полным зарядом. В 30-х годах увеличили угол возвышения 14-дюймовой корабельной артиллерии с 25 до 43° (досягаемость более 35 км бронебойным снарядом в 673,5 кг).
Противоминная артиллерия по калибру не отличалась от установленной на «Кого»: шестнадцать 152-мм орудий с наибольшим углом возвышения 15 градусов в казематах и 76,2-мм/40 на надстройках. Но трёхдюймовок установили на четыре меньше — двенадцать.
Корабли несли шесть 533-мм подводных торпедных аппарата.

### Броневая защита
Схема бронирования повторяла принятую на первых японских дредноутах. Главный бронепояс имел толщину от 229 до 305 мм, к нижней кромке он утончался до 102 мм, защищал энергетическую установку и погреба. Поверх главного шёл верхний пояс толщиной 203 мм. Толщина брони главной палубы варьировалась от 32 до 51 мм. Верхняя палуба в районе цитадели имела толщину 35 мм. Бронирование башен 305 мм в лобовой части, 228,6 мм — борта башен, 114,5 мм — крыша. Толщина барбетов башен главного калибра достигала 305 мм, в местах, перекрываемых друг другом, они утончались до 203 мм. Казематы 152-мм орудий были защищены 152-мм броневыми плитами. Рубка была защищена 351 мм броней. На линкоре насчитывалось 737 герметичных отсеков (574 под броневой палубой, 163 — выше), что позволяло сохранять плавучесть в случае боевых повреждений. Общий вес брони составлял 8588 тон или 28 % от нормального водоизмещения.
Во время своей первой реконструкции броня «Фусо» была существенно усилена. Палубная броня была увеличена до максимальной толщины 114 мм. Продольные переборки из высокопрочной стали толщиной 76 мм были добавлены для улучшения подводной защиты.

### Авиационное вооружение
Линкоры типа «Фусо» были оснащены площадкой для взлета самолётов, смонтированной на башне № 2 в 1924 году. В ходе первого этапа модернизации линкоров площадка была установлена на крыше башни № 3. Предполагалось базирование на нём 3 самолётов, хотя корабли не были оснащены самолётным ангаром.
Изначально на кораблях базировались бипланы Накадзима E4N2, в 1938 году они были заменены на Накадзима E8N2. В ходе второго этапа модернизации 1940—1941 гг на корме корабля была установлена новая катапульта и улучшены условия базирования самолётов. С 1942 года линкор «Фусо» получил новый биплан Mitsubishi F1M вместо Накадзима E8N2.

## Модернизации
Вскоре после Первой мировой сняли 76,2-мм противоминные орудия и установили четыре 76-мм зенитки.
В 1923—1924 годах оба линкора прошли первую модернизацию. Размеры носовой надстройки увеличили, последняя своими очертаниями стала напоминать главную башню японского замка. На самом её верху разместили КДП с 8-м дальномером, все башни главного калибра также оснастили 6-м дальномерами.
В ходе модернизации 1930—1933 годов надстройка линкоров была увеличена, установлена фок-мачта. Задняя надстройка была перестроена для размещения 127-миллиметровых зенитных орудий и установки дополнительных постов управления огнём. На «Фусо» и «Ямасиро» была перестроена подводная часть — увеличены противоторпедные були для улучшения подводный защиты и компенсации веса дополнительного оборудования и снаряжения. С апреля 1930 по май 1933 г. «Фусо» прошел вторую, более обширную модернизацию. Она проходила в два этапа: сначала в Йокосуке, а с сентября 1932 года — в Куре. Старая силовая установка была заменена на гораздо более мощную (четыре турбозубчатых агрегата, шесть паровых котлов «Кампон», 75 000 л . с). Она оказалась почти на 2000 т легче и занимала меньше места, что позволило отказаться от первой дымовой трубы. Выигрыш массы пошел на усиление палубной брони до 97 мм.
Противоторпедную защиту улучшили за счет оборудования новой противоторпедной переборки толщиной 37 — 63 мм и установки бортовых булей, увеличивших ширину корпуса по ватерлинии с 28,7 до 30,6 м. Из-за установки булей все подводные торпедные аппараты демонтировали.
Угол возвышения орудий главного калибра увеличили до 43° и противоминного калибра — до 30°. Число 152-мм орудий сократили до 14. 76-мм зенитки заменили четырьмя спаренными 127-мм/40 установками и несколькими 13,2-
мм пулемётами. На крыше третьей башни смонтировали катапульту для запуска гидросамолетов.
В ходе второго этапа реконструкции в 1934—1935 годах подводная часть была расширена, а корма удлинена на 7,62 м. Эти изменения увеличили общую длину корабля до 212,75 метров, а ширину до 33,1 м . Водоизмещение линкоров в процессе модернизации увеличилось почти на 4000 тонн и составило 39 154 длинных тонн (39 782 т) при полной нагрузке.

## Представители
| Название           | Место постройки         | Закладка       | Спуск на воду | Вступление в строй | Судьба                                                 |
| ------------------ | ----------------------- | -------------- | ------------- | ------------------ | ------------------------------------------------------ |
| Фусо (яп. 扶桑)    | Арсенал флота, Курэ     | 11 марта 1912  | 28 марта 1914 | 18 ноября 1915     | Потоплен 25 октября 1944 года в бою в проливе Суригао. |
| Ямасиро (яп. 山城) | Арсенал флота, Йокосука | 20 ноября 1913 | 3 ноября 1915 | 31 марта 1917      | Потоплен 25 октября 1944 года в бою в проливе Суригао. |

## Оценка проекта
Для японского флота на момент ввода в строй 356-мм линкоров основным потенциальным противником были США.
Японские корабли имели заметно большие размерения, хотя водоизмещение различалось мало — за счёт гораздо более полных обводов американских линкоров. Основное вооружение кораблей численно идентично или почти идентично: двенадцать 356-мм орудий у «японцев» против десяти 356-мм у кораблей типов «Нью-Йорк» и «Невада» и 12 356-мм у типа «Пенсильвания». Японские башенные установки были развитием английского образца и на службе проявили себя положительно.
Однако расположение артиллерии на американских линкорах, начиная с типа «Невада», было более удачно, обеспечивая максимальные углы обстрела при минимальной длине цитадели, что позволило сэкономить вес и защитить цитадель более толстой, чем у японцев, броней. Сами же пушки, до того как американцы модернизировали свои орудия, были лучше у японцев — они имели большую дальность и лучшую кучность. Во время Первой мировой войны японские снаряды были лучше.
Противоторпедная защита кораблей «Нью-Йорк» и «Невада» была хуже, чем у «Фусо», но благодаря значительной ширине, полным обводам и тщательному разделению на отсеки эти американские линкоры по непотопляемости были примерно эквивалентны японцам. «Пенсильвания» же имела весьма солидную противоторпедную защиту, как минимум не уступавшую традиционно прославленным германским системам и превосходившую любые другие иностранные аналоги.
В результате можно сказать, что линкоры типа «Фусо» по своим боевым возможностям превосходят «Нью-Йорк». Линкоры типа «Невада» благодаря новой системе защиты, компенсирующей японское преимущество в два орудия главного калибра, выглядят примерно равноценными. Корабли же типа «Пенсильвания» обладают явным преимуществом. Японцы обладали тактическим преимуществом в скорости и дальнобойности орудий. Защита «Невады» и «Пенсильвании» была лучше приспособлена к ожидаемым на Тихом океане условиям боя (на большой дистанции при хорошей видимости), нежели у японских оппонентов.
| Сравнительные характеристики линкоров | Сравнительные характеристики линкоров | Сравнительные характеристики линкоров | Сравнительные характеристики линкоров | Сравнительные характеристики линкоров | Сравнительные характеристики линкоров | Сравнительные характеристики линкоров | Сравнительные характеристики линкоров |
| ------------------------------------- | ------------------------------------- | ------------------------------------- | ------------------------------------- | ------------------------------------- | ------------------------------------- | ------------------------------------- | ------------------------------------- |
|                                       | «Куин Элизабет»                       | «Кёниг»                               | «Кавати»                              | «Фусо»                                | «Нью-Йорк»                            | «Севастополь»                         | «Бретань»                             |
| Год закладки                          | 1913                                  | 1911                                  | 1910                                  | 1912                                  | 1911                                  | 1909                                  | 1912                                  |
| Год ввода в строй                     | 1915                                  | 1914                                  | 1912                                  | 1915                                  | 1914                                  | 1914                                  | 1916                                  |
| Водоизмещение нормальное, т           | 29 200                                | 25 390                                | 21 156                                | 30 600                                | 27 432                                | 23 288                                | 23 230                                |
| Полное, т                             | 33 020                                | 29 200                                | 23 266                                | 35 900                                | 28 820                                | 25 850                                | 25 800                                |
| Номинальная мощность СУ, л. с.        | 56 000                                | 25 000                                | 26 500                                | 40 000                                | 28 100                                | 42 000                                | 29 000                                |
| Скорость, узлы                        | 23                                    | 21                                    | 20                                    | 22,5                                  | 21                                    | 23                                    | 20,5                                  |
| Дальность, миль (на скорости, узлы)   | 5000 (12)                             | 6800 (12)                             | 2700 (18)                             | 8000 (14)                             | 7684 (12)                             | 4000 (13)                             | 4700 (10)                             |
| Бронирование, мм                      |                                       |                                       |                                       |                                       |                                       |                                       |                                       |
| Пояс                                  | 330                                   | 350                                   | 305                                   | 305                                   | 305                                   | 225                                   | 270                                   |
| Башни, лоб                            | 330                                   | 300                                   | 280                                   | 305                                   | 356                                   | 203                                   | 300                                   |
| Барбеты                               | 254                                   | 300                                   | 280                                   | 305—203                               | 254                                   | 150                                   | 270                                   |
| Рубка                                 | 280                                   | 350                                   | 254                                   | 305                                   | 305                                   | 254                                   | 300                                   |
| Палуба                                | 95-70                                 | 100—60                                | 30                                    | 76—32                                 | 63—35                                 | 37+25                                 | 85                                    |
| Вооружение                            |                                       |                                       |                                       |                                       |                                       |                                       |                                       |
| Главный калибр                        | 4×2×381 мм/42                         | 5×2×305/50                            | 2×2×305/50 4×2×305/45                 | 6×2×356 мм/45                         | 5×2×356 мм/45                         | 4×3×305/52                            | 5×2×340/45                            |
| Вспомогательный                       | 16×152 мм/45 2×76 мм                  | 14×150 мм/45 10×88 мм/45              | 10×1×152 8×1×120 12×1×76              | 16×152 мм/50 4×76 мм                  | 21×1×127/51                           | 16×120/50 4×1 47                      | 22×1×138/55 5×1 47-мм                 |
| Торпедное вооружение                  | 4×533 мм ТА                           | 5×500 мм ТА                           | 5×457 мм ТА                           | 6×533 мм ТА                           | 4×533 мм ТА                           | 4 ТА                                  | 4 ТА                                  |